# Griffinia aracensis
Griffinia aracensis är en amaryllisväxtart som beskrevs av Pierfelice Ravenna. Griffinia aracensis ingår i släktet Griffinia och familjen amaryllisväxter. Inga underarter finns listade i Catalogue of Life.